# Sineugraphe stolidoprocta
Sineugraphe stolidoprocta là một loài bướm đêm trong họ Noctuidae.